# Jonathan González Ríos
Pour les articles homonymes, voir González.
González  Ríos est un nom espagnol. Le premier nom de famille, en général paternel, est González ; le second, en général maternel, souvent omis, est Ríos.
Jonathan González Ríos, né le 13 février 1981 à Lemoa, est un coureur cycliste espagnol. Il évolue au niveau professionnel entre 2002 et 2005,.

## Biographie
Jonathan González est originaire de Lemoa, une commune située au Pays basque. Il participe à ses premières compétitions cyclistes en 1996, durant sa première année cadets (moins de 17 ans). 
Lors des saisons 2000 et 2001, il se distingue chez les amateurs en obtenant diverses victoires et de nombreuses places d'honneur. Après ses résultats, il passe professionnel en 2002 au sein de l'équipe ONCE-Eroski. Il intègre ensuite la formation Paternina-Costa de Almería en 2004. Bon grimpeur, il réalise ses meilleures performances en remportant une étape de montagne au Tour des Asturies et au Tour de La Rioja, après des échappées fructueuses,. Il termine également cinquième du Tour de Burgos, ou encore septième du Tour de La Rioja
En 2005, il rejoint la puissance structure Illes Balears-Caisse d'Épargne, où il se retrouve notamment équipier d'Alejandro Valverde. Il décide toutefois de mettre un terme à sa carrière professionnelle en fin d'année, à seulement vingt-quatre ans.  

## Palmarès

### Palmarès amateur
- 1999
  - Gipuzkoa Klasika
  - 3e de la Coupe d'Espagne juniors
- 2000
  - Premio Ayuntamiento de Leioa
  - Antzuola Saria
- 2001
  - Champion de Biscaye sur route
  - Insalus Saria
  - Premio Primavera
  - 5e étape du Tour de la Bidassoa
  - 2e de la Subida a Gorla
  - 2e du Pentekostes Saria
  - 3e de la Clásica Internacional Txuma

### Palmarès professionnel
- 2004
  - 4e étape du Tour des Asturies
  - 2e étape du Tour de La Rioja